# Tramwaje w Halberstadt

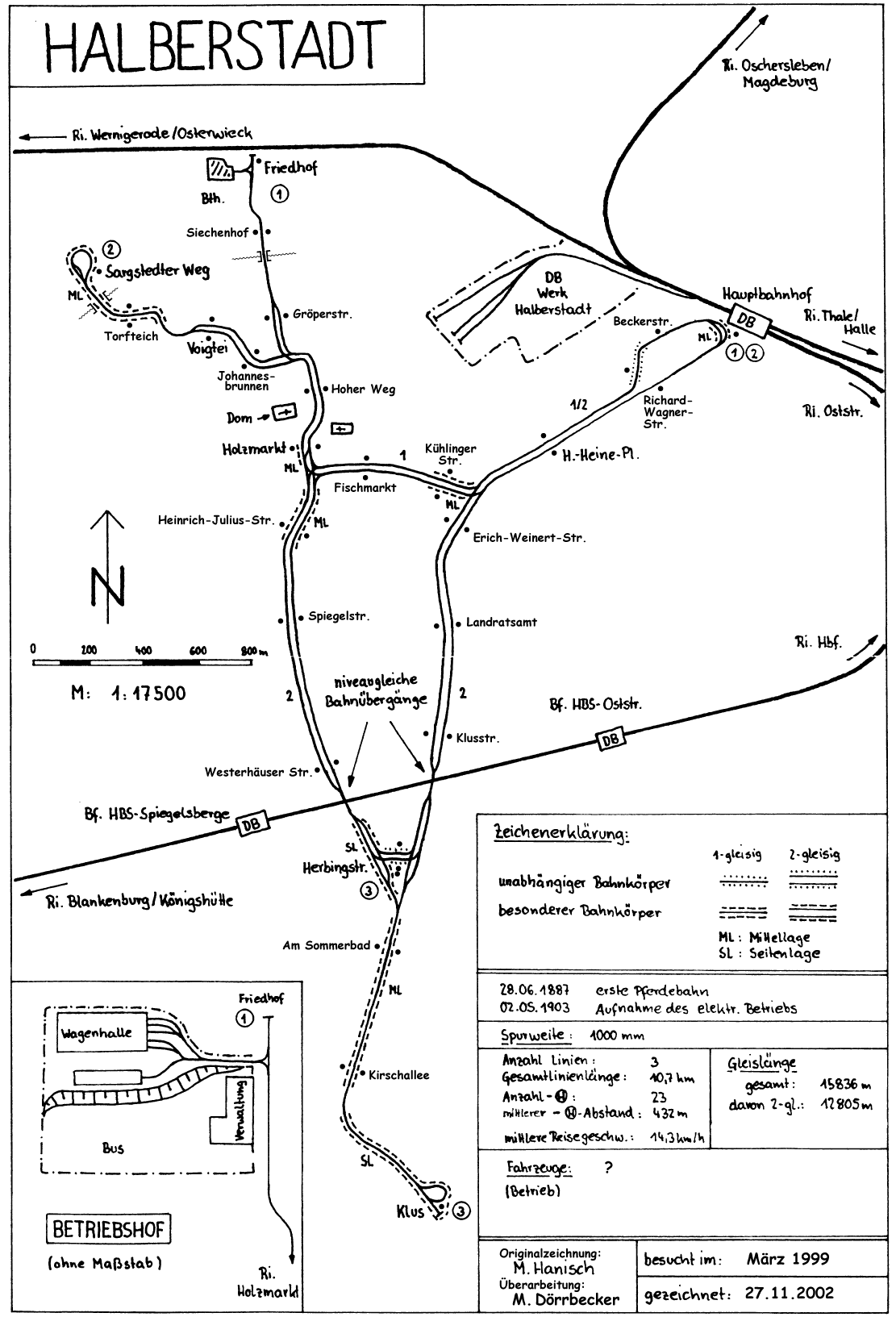
Schemat linii tramwajowych

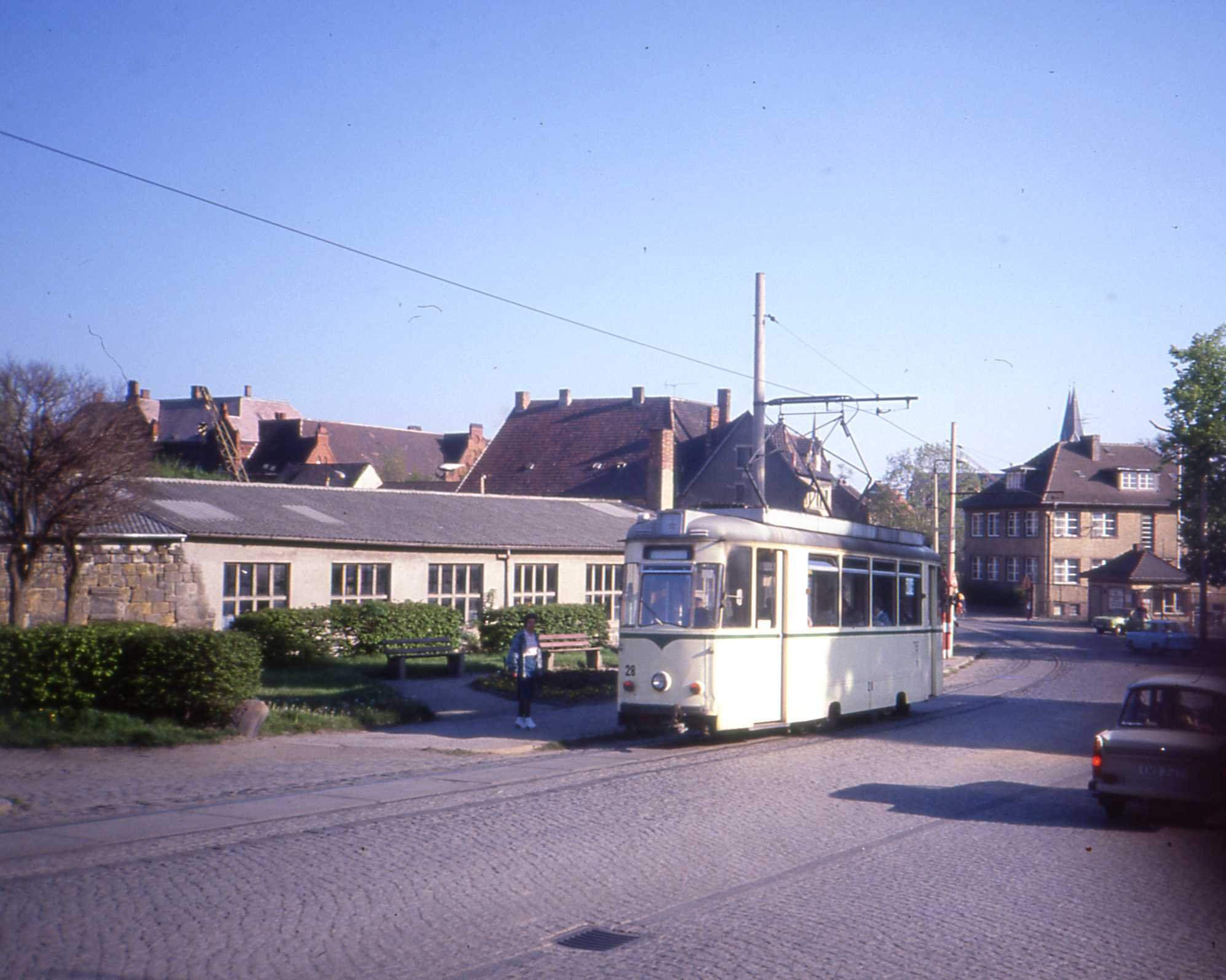
Wagon Gotha w Halberstadt

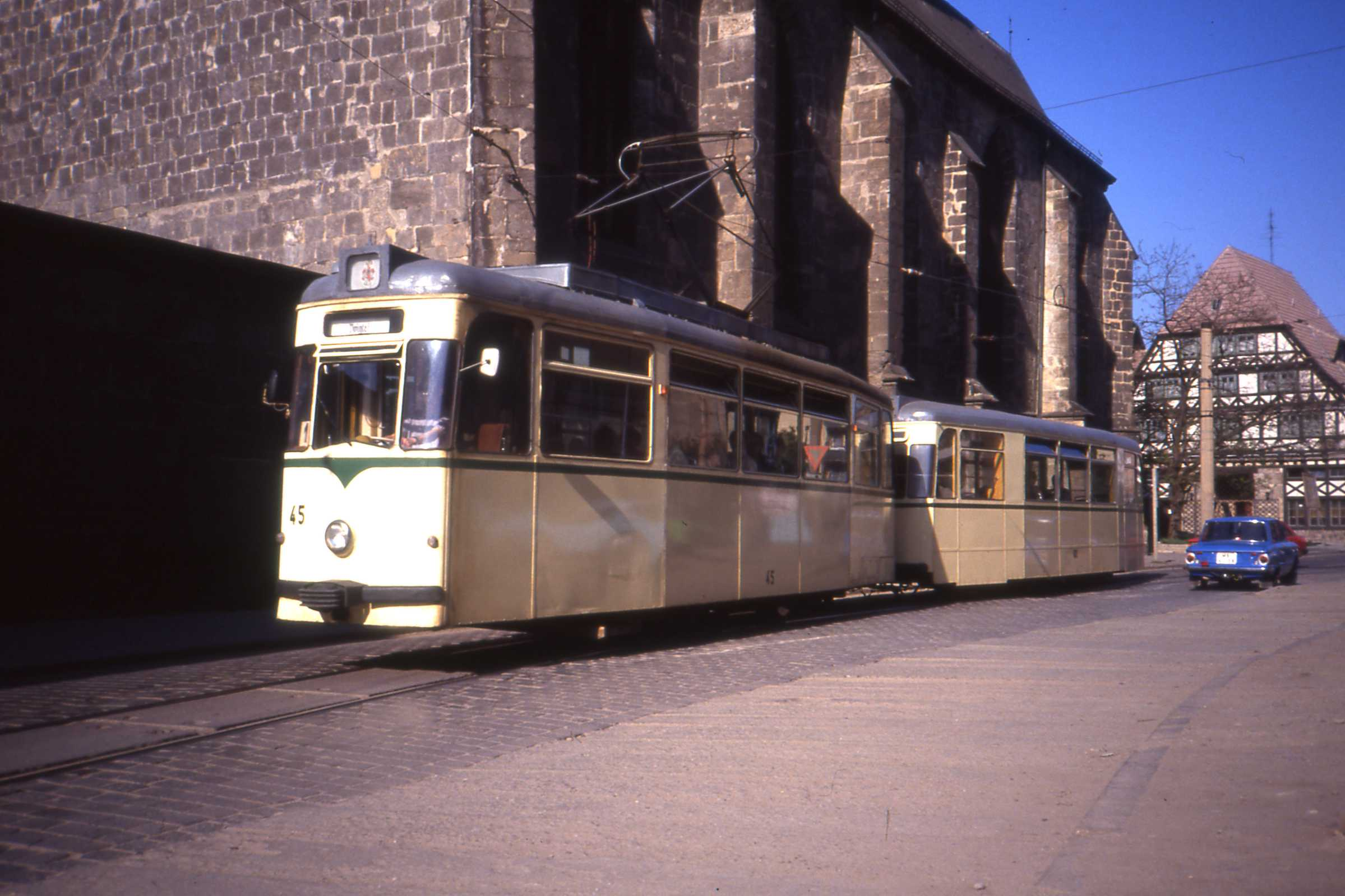
Halberstadt tramwaj nr 45 z wagonem doczepnym. maj 1990

Tramwaje w Halberstadt – system komunikacji tramwajowej w niemieckim mieście Halberstadt. Składa się z 16,9 km linii w tym 13,3 km dwutorowych. Planowo (w dni robocze) w ruchu liniowym wykorzystywanych jest 5 wagonów niskopodłogowych (na 5 posiadanych) typu Leoliner NGTW6-H. Wagony GT4 stanowią rezerwę taborową. We wrześniu 2020 roku, w wyniku zderzenia dwóch wagonów Leoliner NGTW6-H do ruchu liniowego zastępczo wprowadzono 2 wagony wysokopodłogowe GT4.

## Historia
Tramwaje w Halberstadt uruchomiono 23 czerwca 1887 jako tramwaj konny. Tramwajami konnymi zarządzała spółka Halberstädter Pferdebahn AG. W 1901 podjęto decyzję o elektryfikacji tramwajów. Rok później, 1 lipca, miasto przejęło tramwaje. W 1903 zelektryfikowano tramwaje, wybudowano elektrownię i zajezdnię przy Gröperstraße. W kwietniu 1945 ruch tramwajowy zawieszono z powodu poważnych zniszczeń. 18 sierpnia 1945 przywrócono ruch tramwajów. Pierwszy wagon Lowa dostarczono w czerwcu 1951. Tramwajami w Halberstadt od 1 stycznia 1982 zaczęła zarządzać VE Verkehrskombinat Magdeburg z Magdeburga. Ostatecznie przestała nimi zarządzać 25 maja 1990. Od 1991 rozpoczęto remontować linie tramwajowe, które znajdowały się w złym stanie technicznym. 4 sierpnia 1993 otwarto nowy odcinek sieci tramwajowej od przystanku Vogtei do Sargstedter Weg.

## Linie
W mieście funkcjonują 2 linie tramwajowe:
- 1: Hauptbahnhof – Friedhof
- 2: Hauptbahnhof – Sargstedter Weg

W Halberstadt do niedawna działała jeszcze trzecia linia:
- 3: Herbingstraße – Klus

Obecnie na tym odcinku w weekendy kursuje linia nr 2.
Na przystanku Hauptbahnhof następuje przenumerowanie linii. Wagon wjeżdżający jako linia nr 1 ma zmieniany numer i wyjeżdża jako linia nr 2. W weekendy co drugi kurs linii 2 kierowany jest to pętli Klus. Daje to niespotykaną możliwość objechania całej sieci w jednym wagonie: wystarczy wsiąść na Hbf do wagonu linii 2, objechać trasę linii 2 i wrócić na Hbf, tutaj wagon jest przenumerowywany na linię 1, a po wykonaniu kursu z Hbf ponownie wyrusza na trasę linii 2 (ale w drugim wariancie).

## Tabor
Na tabor należący do Halberstädter Verkehrs-GmbH składa się 9 wagonów liniowych oraz 6 wagonów silnikowych i 1 wagonu doczepnego służących jako wagony historyczne.
Wagony liniowe:
| typ              | sztuk |
| ---------------- | ----- |
| NGTW6-H LEOLINER | 5     |
| GT4 ZR           | 3     |
| GT4 ER           | 1     |

Wagony historyczne:
- „Lindner” (1939r) nr 31
- ET 1 „LOWA” (1956r.) nr 36
- ET 57 + wagon doczepny EB 62 nr 39+61
- ET62 nr 30
- TZ70 nr 29
- GT4 ZR nr 166 (Kinderbahn)